# Annefors, Bollnäs kommun
Annefors är ett brukssamhälle i Bollnäs socken i Hälsingland. År 1995 räknades Annefors som småort i Bollnäs kommun av SCB, men sedan dess har befolkningen varit mindre än 50 invånare. Skolan i Annefors lades ner 2001, efter att elevunderlaget under flera år varit lågt. I samhället ligger Annefors kapell och Finnskogsleden utgår från orten.
Annefors har fått sitt namn efter Anna Lovisa Clason, hustru till Carl Bunge som grundade Annefors bruk på 1700-talet. Namnet Anna latiniserades till Annae och sammanfogades med fors, som syftar på ån som numer heter Anneforsån, tidigare Öjungsån.

## Historia
Området där Annefors idag ligger var före 1770-talet ett gränsområde mot olika fäbodområden och byar såsom Svartbo, Långbo, Höstbodarna, Belsbo och Flugbo. 
Annefors som samhälle växte fram ur Annefors bruk. Bruket anlades 1781 av landshövdingen Carl Bunge, och namngavs efter dennes hustru Anna Lovisa Clason. Järnet kom till Annefors bruk som tackor av masugnsjärn från Hällbo för att omvandlas till stångjärn. Transporten av järnet skedde med häst till sjön Flugen, där rodde man järnmalen över sjön för vidare med häst till Annefors bruk. Stångjärnet forslades sedan tillbaka på samma vis. Bruket, som ingick i de så kallade Kilaforsverken, lades ned 1871.
1874 öppnades ett litet postkontor i Annefors då kronobrevbärningen hade avvecklats i Sverige. Posten delades ut en gång i veckan och med poststämpling Annefors. Postkontorets verksamhet upphörde 1880.